# Дублираща футболна група
Дублираща футболна група е български футболен турнир.

## История
Първата дублираща група е създадена през сезон 1950 и се провежда само в този сезон, след което е закрито, тъй като отборите не смогват финансово издръжката на дублиращ състав. Шампион за сезон 1950 е съставът на Динамо II. Възстановена е през сезон 1964/65, но е изигран само есенният полусезон, след което е прекратена. Водач след есенният полусезон за сезон 1964/65 е ЦСКА „Червено знаме“ II. Отново е възстановена през сезон 1999/00, но отново е прекратена след изиграване на есенния полусезон. Към края на есенния полусезон водач е отбора на Черноморец 2. Отново е възстановена за сезони 2001/02 и 2002/03. Първенствата се провеждат в три групи източна, централна и западна.

## Правила в периода 2008-2010
Групата е съставена от 16 отбора – втори състав на отборите играещи в А футболна група. Мачовете се играят на принципа всеки срещу всеки. За победа се дават 3 точки, за равенство 1, а за загуба не се присъждат точки. Временното и Крайното класиране се съставят по броя спечелени точки. Ако два отбора имат еднакъв брой точки, по-предно място в общото класиране придобива отборът, който има по-добър резултат в срещите помежду им или е отбелязал повече голове на чужд терен в срещите помежду им. При ново равенство в показателите се взема предвид головата разлика на отборите, повече отбелязани голове в шампионата, а при равенство и на тези резултати чрез жребий. Мачовете се играят в понеделник, като програмата следва тази на А група но с разменено гостуване. При неявяване на дублиращ отбор на мач се отнемат 3 точки от актива на основния отбор в А група. Картоните от турнира няма да важат в А група както и картоните от А не важат в дублиращата лига. Разрешени са по пет смени на мач според правилника на УЕФА за приятелски мачове. След края на сезон 2009-10 и след две години съществуване Дублиращата група е премахната с решение на Изпълнителния комитет на БФС. Вместо нея се създава Елитна юношеска група до 19 години.  Последният и актуален шампион е отборът на Литекс – Б завършил с 11 точки преднина пред втория отбор на Сливен.

## Сезон

### Отбори
- Беласица Б
- Ботев (Пд.) Б
- Вихрен Б
- Левски „Б“
- Литекс „Б“
- Локо (Мз.) Б
- Локомотив (Пд) Б
- Локомотив (Сф) Б
- Миньор (Пк.) Б
- Пирин Б
- Славия Б
- Сливен Б
- Спартак (Вн.) Б
- ЦСКА Б

- Черно море Б
- Черноморец Б
- ПФК Монтана (Монтана) Б